# Albrecht von Graefe

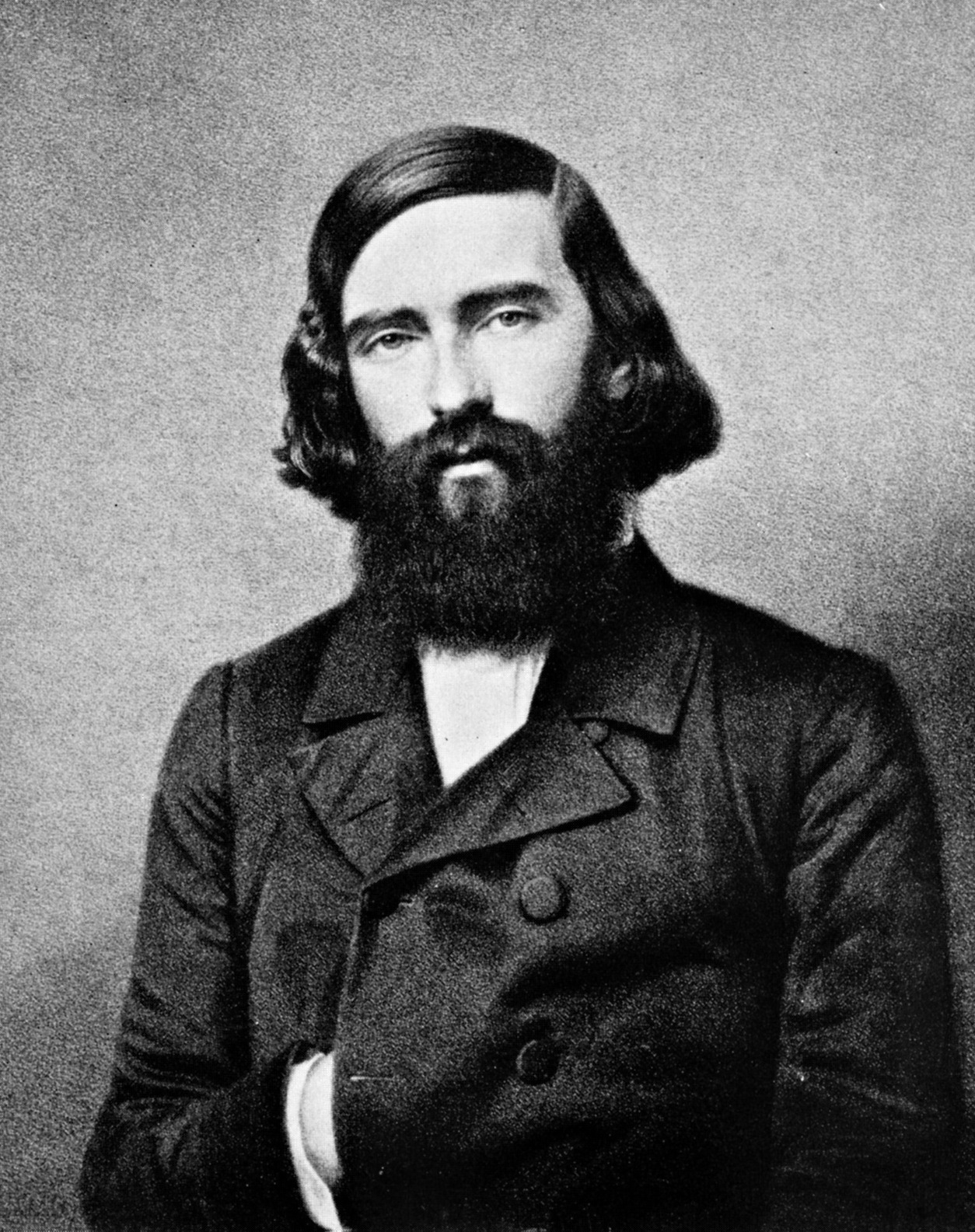
Albrecht von Graefe

Friedrich Wilhelm Ernst Albrecht von Graefe, född 22 maj 1828 i Finkenheerd vid Berlin, död 20 juli 1870 i Berlin, var en tysk läkare, ögonspecialist och professor i oftalmologi. Han var son till den tyske kirurgen Karl Ferdinand von Graefe och far till sin namne politikern Albrecht von Graefe.
Graefe blev i Berlin 1847 medicine doktor och begav sig 1848 till Prag, där Ferdinand von Arlts undervisning föranledde honom att inrikta sig på oftalmologin. Han studerade i Wien, Paris och London och blev i sistnämnda stad bekant med Franciscus Cornelis Donders, ett för oftalmologins utveckling högst viktigt sammanträffande. 
Graefe bosatte sig därefter i Berlin, där han 1852 blev docent, 1857 extra ordinarie och 1866 ordinarie professor. I "Archiv für Ophthalmologie", som han grundlade 1854, publicerade han resultatet av sina delvis epokgörande undersökningar. Första häftet upptas nästan uteslutande av hans viktiga monografier över dubbelseende efter operationer mot skelning och över den difteritiska ögoninflammationen. Bland hans övriga uppsatser i denna tidskrift kan nämnas hans arbete om glaukom, vilken dittills obotliga sjukdom han lärde att läka genom snitt i regnbågshinnan. Beundransvärda var resultaten av denna operationsmetod, liksom av hans modifierade periferiska linearsnitt för starroperationer. 
Graefes verksamhet lockade till Berlin såväl ögonsjuka som ögonläkare från en mängd länder, och få lärostolar i oftalmologi fanns, vilkas innehavare inte var hans lärjungar. Det dröjde dock länge, innan han i sitt hemland lyckades åt sin vetenskap tillkämpa den självständiga ställning, som tillkommer densamma. Först under de sista åren av sin levnad fick han en egen avdelning på Charité i Berlin; dittills hade han endast haft privatklinik. Först efter hans död inrättades vid varje tyskt universitet en särskild ögonklinik.
Graefe invaldes 1858 i Leopoldina och 1870 som utländsk ledamot av Kungliga Vetenskapsakademien. Albrechts jämnårige kusin Karl Alfred Graefe valde också oftalmologin som yrkesbana och verkade som professor i Halle an der Saale.

## Minnesmärken
Graefe ärades efter sin död med flera minnesmärken. 1882 invigdes ett monument vid Charité-sjukhuset i Berlin, ritat av Martin Gropius och Heino Schmieden och skulpterat av Rudolf Siemering. En bronsbyst av Graefe finns på ögonkliniken på Georg-August-Universität Göttingen.
Redan 1875, fem år efter Graefes död, döptes den dittills namnlösa gatan nr. 7 i Kreuzberg i Berlin efter Graefe. Gatan har fortfarande namnet Graefestrasse idag och har givit namn åt det kända kvarteret Graefekiez i Kreuzberg. På Reinhardtstraße 46 sattes en minnestavla upp. Han fick även en äregrav på Evangelischen Friedhof der Jerusalems- und Neuen Kirchgemeinde II, (avdelning 1 G2) i Kreuzberg. På gravstenen står inskriptionen
| ” | Es ist das Licht, süße und lieblich, die Sonne zu schauen (Det är ljuset, sött och ljuvligt, att skåda solen) | „ |

Ett pris till personer som verkat för oftalmologins främjande instiftades till hans minne.